# Naomi Achu
Naomi Achu (parfois appelée «la Reine de Bamenda») est une rappeuse, chanteuse et compositrice originaire de Bamenda au Cameroun. Elle chante en anglais et en français puis elle mixe avec son dialecte pour faire de son international. Naomi est surtout connue pour sa chanson Alhadji, qui a été jouée dans la 8e saison de Big Brother Afrique,.

## Biographie
Originaire de Bamenda, chef lieu de la Région du Nord-Ouest, elle est née Fruh-Ngwing Achu dans une famille de huit personnes; elle est la dernière des six enfants. Son père était diplomate à l'ambassade du Cameroun à Londres et sa mère enseignait aux enfants des écoles primaires et secondaires. Ses parents sont actuellement à la retraite.
Naomi a écrit sa première chanson Smile quand elle avait neuf ans. Elle a fréquenté le Saker Baptist College pour les filles à Limbé et le Baptist High School de Buéa (tous les deux sont dans la région du sud-ouest du Cameroun), où elle a eu ses premières chances de chanter. 
Sa vie universitaire «américaine» s'est déroulée au Montgomery College à Silver Spring MD et à l'Université Marymount à Arlington, en Virginie. Elle a obtenu un baccalauréat ès sciences en sciences infirmières de l'Université Marymount en 2010. 
Naomi Achu a aussi été chanteuse de réserve pour l'enregistrement d'artistes aux M1 Studios, également à Buéa. Puis, pendant un certain temps, elle a été une voix automatique pour l'opérateur de télécommunications africain MTN Group.

## Carrière musicale
En 2004, Naomi a déménagé aux États-Unis, décidant de poursuivre une carrière de chanteuse professionnelle. Quand elle a sorti son premier album, un EP intitulé No Boundaries, en 2009, elle a aussi commencé à rapper. L'année suivante, elle a montré une amélioration des compétences dans une chanson intitulée Africans, qui est un remix africain de Hold Yuh du chanteur de reggae jamaïcain, Giptian. Toujours en 2010, elle sort la mixtape Camerican Dream en tant que troisième du trio camerounais Avin-u C, qui comprend également le chanteur Eddy B. et le rappeur H.Bolo. 
Sa performance au African Festival of Boston en 2011, lui a valu des critiques élogieuses de la correspondante du Globe, Siddhartha Mitter, qui a noté qu'elle était une talentueuse rappeuse et chanteuse équilibrée R & B, dont le son trouve un équilibre entre les motifs de danse africaine et l'atmosphère d'un club mondial. 
Le 23 juillet 2011, Naomi a sorti son premier album solo (et son deuxième disque), Positive Energy, sous son label Tribal Invasion, dont la chanson la plus célèbre est Alhadji, qui est invariablement devenue son hit. La chanson a été jouée sur l'un des épisodes de la huitième saison de Big Brother Africa (Big Brother Africa 8, également connu sous le nom de Big Brother Africa: The Chase). De plus, avec Alhadji, Naomi a décerné une Best Blues/Pop award nomination de World Music & Independent Film Festival, et sa vidéo a tenu la première place au Afrohits Top 10 de Afrotainment pendant plusieurs semaines. 
Le 28 juillet 2012, Naomi remporte le prix de la meilleure artiste féminine (Best Female Artist) aux Cameroon Entertainment Awards. 
Le 8 novembre 2014, elle a remporté le prix African Female Musician of the Year aux DMV African Entertainment Awards. 
En préparation de son album de 2016, Naomi a sorti trois singles: Wa Fun Mi Shuga (ou Suga) le 7 octobre 2012; It’s My Life le 21 décembre 2013; et Busy Body le 19 décembre 2015. 

## Influences
Comme elle l'a dit dans l'interview au magazine PAPER du 17 mars 2017: « Je dirais que mes toutes premières inspirations ont été Whitney Houston et Michael Jackson, et plus récemment je suis intriguée par des artistes comme Erykah Badu, Angelique Kidjo, Kirk Franklin, juste pour en nommer quelques-uns. »

## Autre
Naomi dirige son propre label Tribal Invasion.
Elle est l'ambassadrice d'International Nurses for Africa (INA).

## Vie privée
Naomi Achu est mariée à l'auteur et l'illustrateur Dayo Chiedozie Akinwande, d'origine nigériane. Le mariage a eu lieu en 2003 au Maryland, aux États-Unis. Le couple a une fille, Glory Funmilayo Akwen Akinwande.  

## Discographie

### EPs
- 2009 : Pas De Frontières

### Albums
- 2011 : L'Énergie Positive
- 2016 : Longue vie à la Reine

### Singles
- 2011 : Alhadji
- 2012 : Wa Fun Mi Suga
- 2013 : It’s My Life
- 2015 : Busy Body
- 2016 : Gbagbe avec Skales
- 2017 : Shower Your Blessings avec Pardon C

## Récompenses
- 2016 : Best Artist in African Hip-Hop aux AFRIMA Awards 2016, avec Wax Dey et Stanley Enow[12].